# EHSQ
EHSQ čili Environment, Health and Safety and Quality management je kombinace řízení kvality a péče o zdraví, bezpečnost a životní prostředí do jednoho myšlenkového a organizačního celku.
Základem je řízení organizace podle norem řady ISO 9000, jež vycházejí z filosofie komplexního řízení kvality (TQM), která je převedena do pragmatické normované základny. Tento standard se rozšířil v druhé polovině 90. let i v ČR. Jakost je zde definována jako schopnost plnit požadavky zainteresovaných stran.
Na tyto normy navazuje norma ČSN EN ISO 14001, která se zabývá postojem organizace k životnímu prostředí. Norma obsahuje významnou část prvků normy ISO 9001, hlavně z oblasti řízení provozu, dokumentace, vnitřní kontroly, nakupování, přijímání nápravných a preventivních opatření apod. Velký důraz je v ní ovšem kladen na postoj organizace k životnímu prostředí. Subjekt splňující podmínky normy ISO 14001 podporuje ochranu životního prostředí a prevenci znečišťování v rovnováze se sociálními a ekonomickými potřebami.
Organizace se musí zavázat k neustálému zlepšování svého vlivu na životní prostředí, tím zároveň zlepšují svůj profil. V dnešní době, kdy je kladen velmi velký důraz na přístup různých subjektů k životnímu prostředí, kdy se zpřísňují pravidla a kdy zvyšují aktivitu různé proekologické organizace, je podnikání, které má i minimální vliv na životní prostředí rizikem, které je nutné omezovat.
Zatímco systémy managementu jakosti podle normy ISO 9001 se zabývají potřebami zákazníků, systémy environmentálního managementu podle normy ISO 14001 odpovídají potřebám širokého spektra zainteresovaných stran a rozvíjející se ochrany životního prostředí. Organizace musí vytvořit systém, který zaručí, že její činnost je vždy se obecně závaznými předpisy. Všechny envirnomentální aspekty (aspekty s kladným, či záporným dopadem na životni prostředí) musí být snadno identifikovatelné a organizace je musí vyhodnocovat a snižovat jejich vliv na životní prostředí. Musí také být vytvořen seznam ekologických havárií, které mohou potenciálně vzniknout při činnostech organizace a musí být vypracovány a ověřovány havarijní plány.